# Pholcophora texana
Pholcophora texana is een spinnensoort uit de familie trilspinnen (Pholcidae). De soort komt voor in Verenigde Staten en Mexico. 